# Amén (canción)
«Amén» es una canción lanzada el 23 de diciembre de 2020 por el cantautor venezolano Ricardo Montaner y su sello HechoaMano Music, en colaboración con Evaluna, Camilo, Mau y Ricky, siendo la primera canción que interpreta en conjunto los integrantes del denominado «El clan Montaner». 
La canción entró en la lista de ventas de canciones digitales de pop latino de Billboard en el número 4. Desde su lanzamiento, ha sido cubierta por diferentes artistas hacia diversos géneros musicales, a su vez, que ha recibido reconocimientos en múltiples ceremonias como los Premios Grammy Latinos, Premios Arpa, y Premios Dove. Ricardo al respecto expresó “Esta canción no es otra cosa que Dios obrando en el público y en nuestros propios corazones”.

## Posicionamiento en listas
| Listas (2010)                 | Mejor posición |
| ----------------------------- | -------------- |
| Billboard Argentina Top 100   | 46             |
| Billboard Latin Digital Songs | 11             |
| Billboard Latin Pop Airplay   | 15             |
| Billboard Mexico Airplay      | 48             |

## Premios y nominaciones
- 2021: Premios Grammy Latinos: Grabación del año (Nominado)
- 2021: Premios Arpa: Canción del año  (Ganador) [9]

- 2021: Premios Dove: Canción grabada en español del año (Nominado)